# Peña Trevinca
Peña Trevinca (en asturleonés, Peña Taravinca; en gallego, Pena Trevinca) es la cumbre más elevada de sierra Segundera, que forma parte del conjunto montañoso de los montes de León, en el macizo Galaico-Leonés (España). Se encuentra en el límite provincial de Zamora y Orense, con una altitud según el Instituto Geográfico Nacional de 2127 m s. n. m., lo que lo sitúa como el pico de mayor altitud tanto de Galicia como de la provincia de Zamora.

## Situación
Peña Trevinca se encuentra ubicada en el este de la provincia de Orense, en la comarca de Valdeorras, y en el noroeste de la provincia de Zamora, en la comarca de Sanabria. Con sus 2127 m de altitud, es la cota más alta de la sierra a la que da nombre, los denominados "montes de Trevinca", o "macizo de Trevinca", conformados por montañas con una cota media de aproximadamente 1600 m. Sus inmediaciones están protegidas, en la provincia de Zamora con el parque natural del lago de Sanabria y en la de Orense como espacio natural protegido bajo varias figuras legales que aún no han cuajado en la de parque natural.

## Accesos
Por la vertiente orensana existe una doble opción de acceso, siendo la más cómoda la que parte de la localidad de Sobradelo. Desde allí arranca la carretera provincial OU-122 a Casayo. Una vez pasada esta localidad, la carretera asciende hasta el Puerto de Fonte da Cova a 1800 m s. n. m., límite entre Galicia y León. Allí se ubicaba la antigua estación de esquí de Trevinca ya abandonada. En su lugar está el refugio de Fonte da Cova. Esta es una zona apropiada para el esquí de fondo y travesía en invierno. Desde allí, en un trayecto de unos 10 km, primero por una pista minera y después a pie, se puede alcanzar la cumbre. Existe una segunda opción de acceso, practicable desde el valle del Jares, en el municipio de La Vega. Una carretera local acaba en la aldea de El Puente (1100 m ) desde donde comienza una ruta popular de ascenso a Peña Trevinca.
Por la vertiente zamorana, la referencia más clara es la localidad de Puebla de Sanabria, a la que se puede acceder por la autovía A-52. Desde allí tomaremos la ZA-104 en dirección al parque natural del Lago de Sanabria. Tras unos 15 km nos desviaremos por la ZA-103 hacia San Martín de Castañeda para continuar por la carretera que asciende hasta el aparcamiento de la laguna de los Peces.
También desde la autovía A-52 incorporándose a la ZA-102 / OU-124 y llegando hasta Porto de Sanabria hay varias rutas muy atractivas y pintorescas para los interesados senderistas, que llevan directas al pico de Peña Trevinca.

## Galería

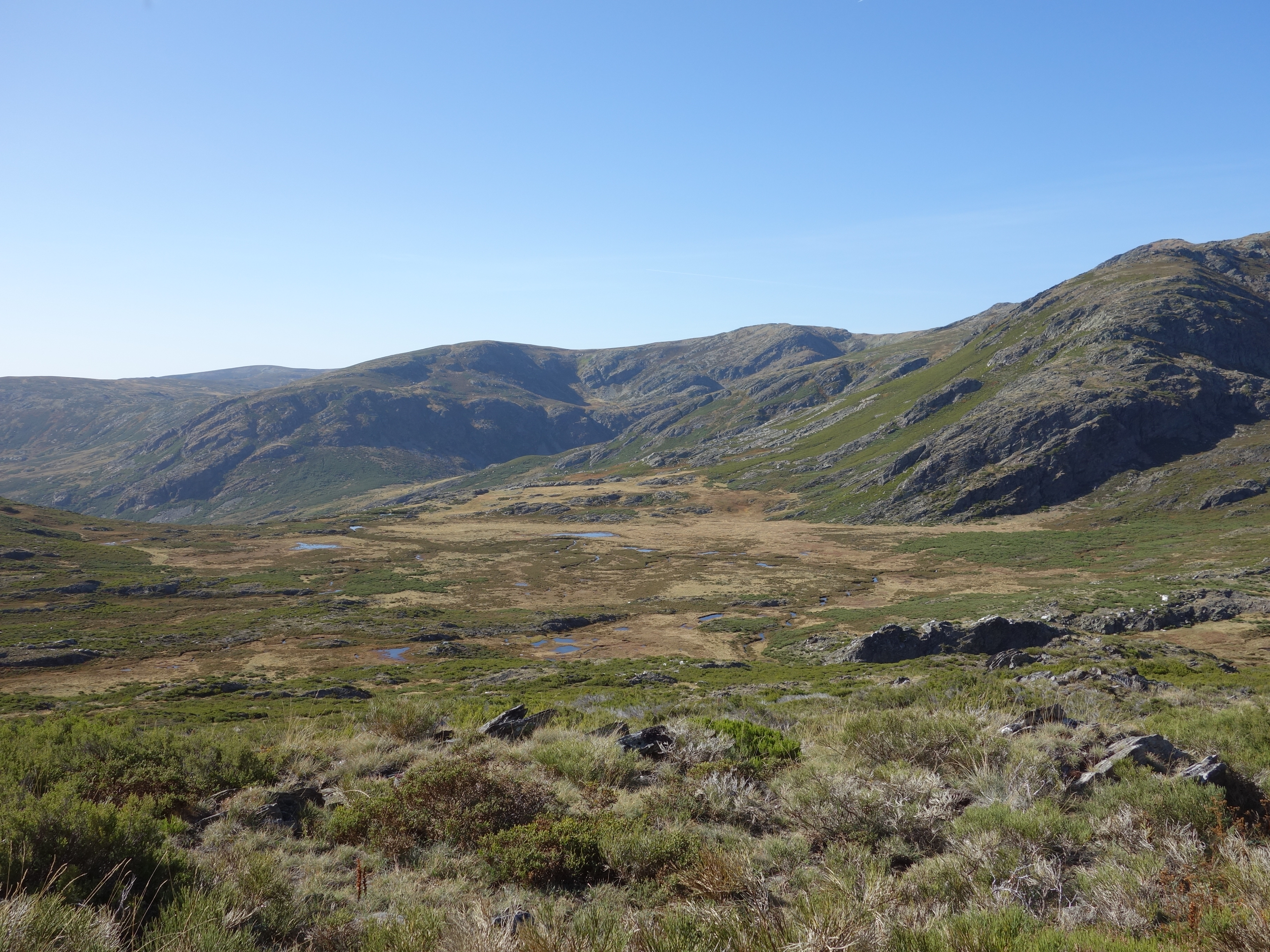
Ascenso a Peña Trevinca desde el norte.
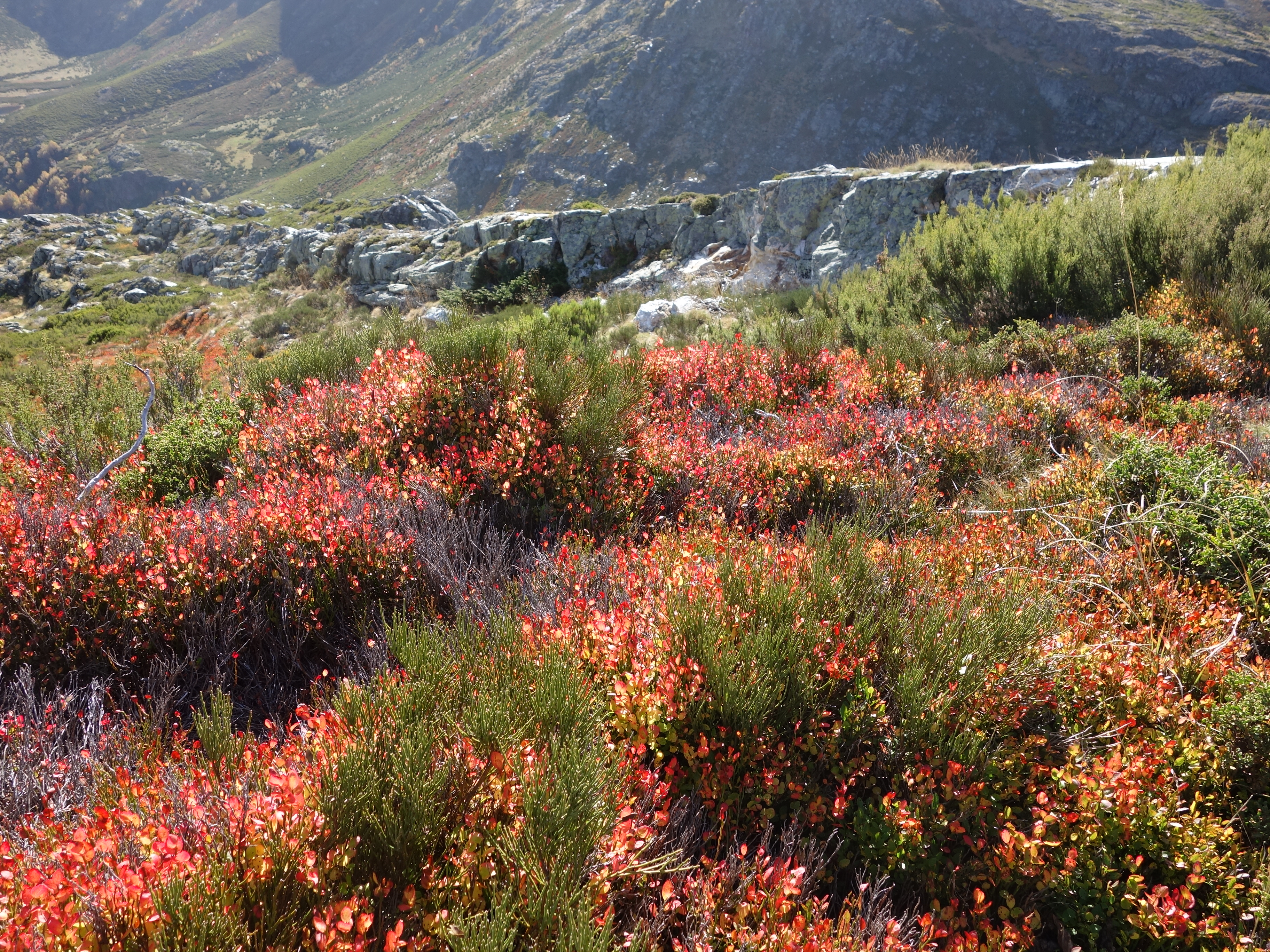
Flora de Peña Trevinca.
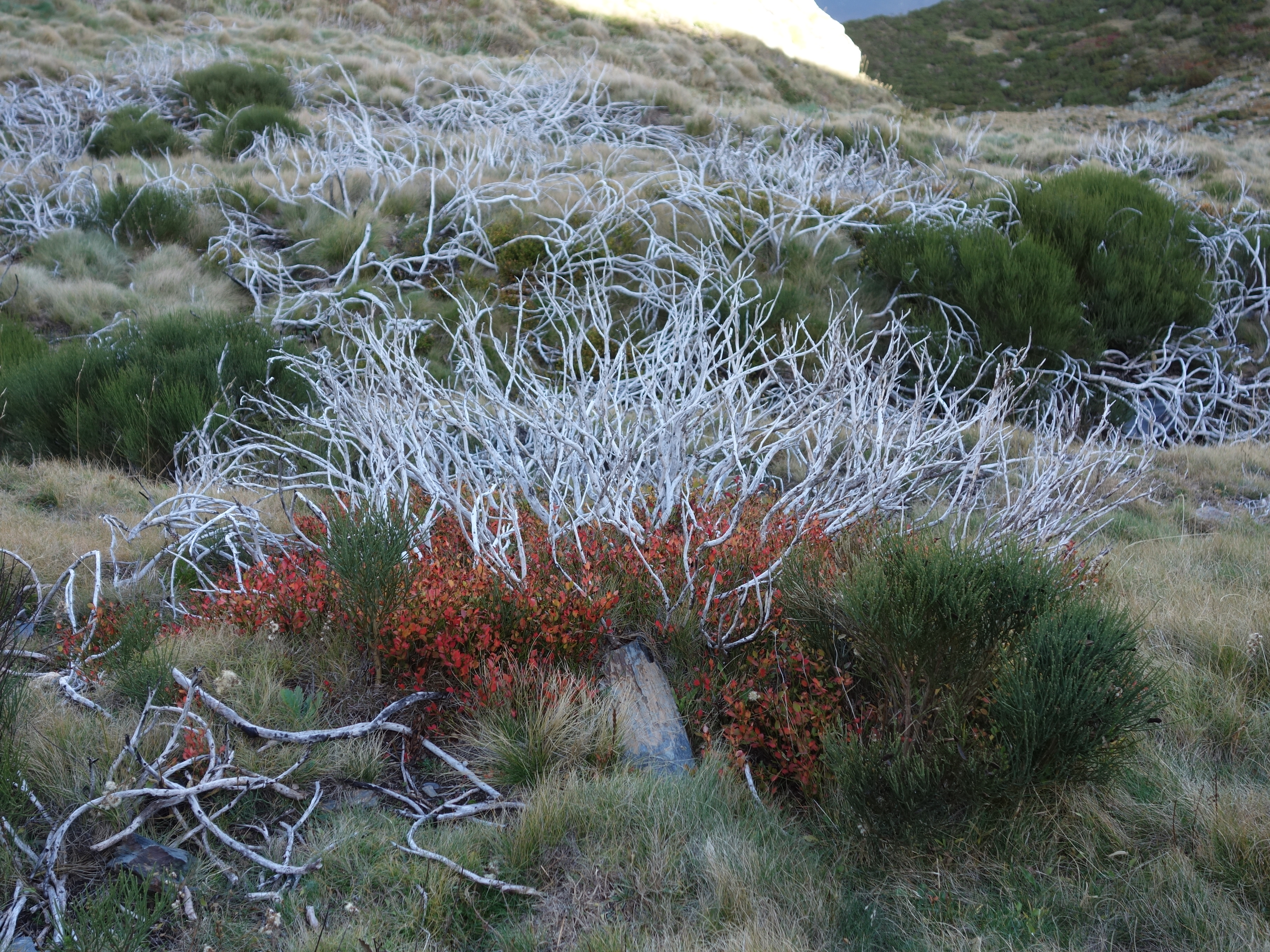
Flora.
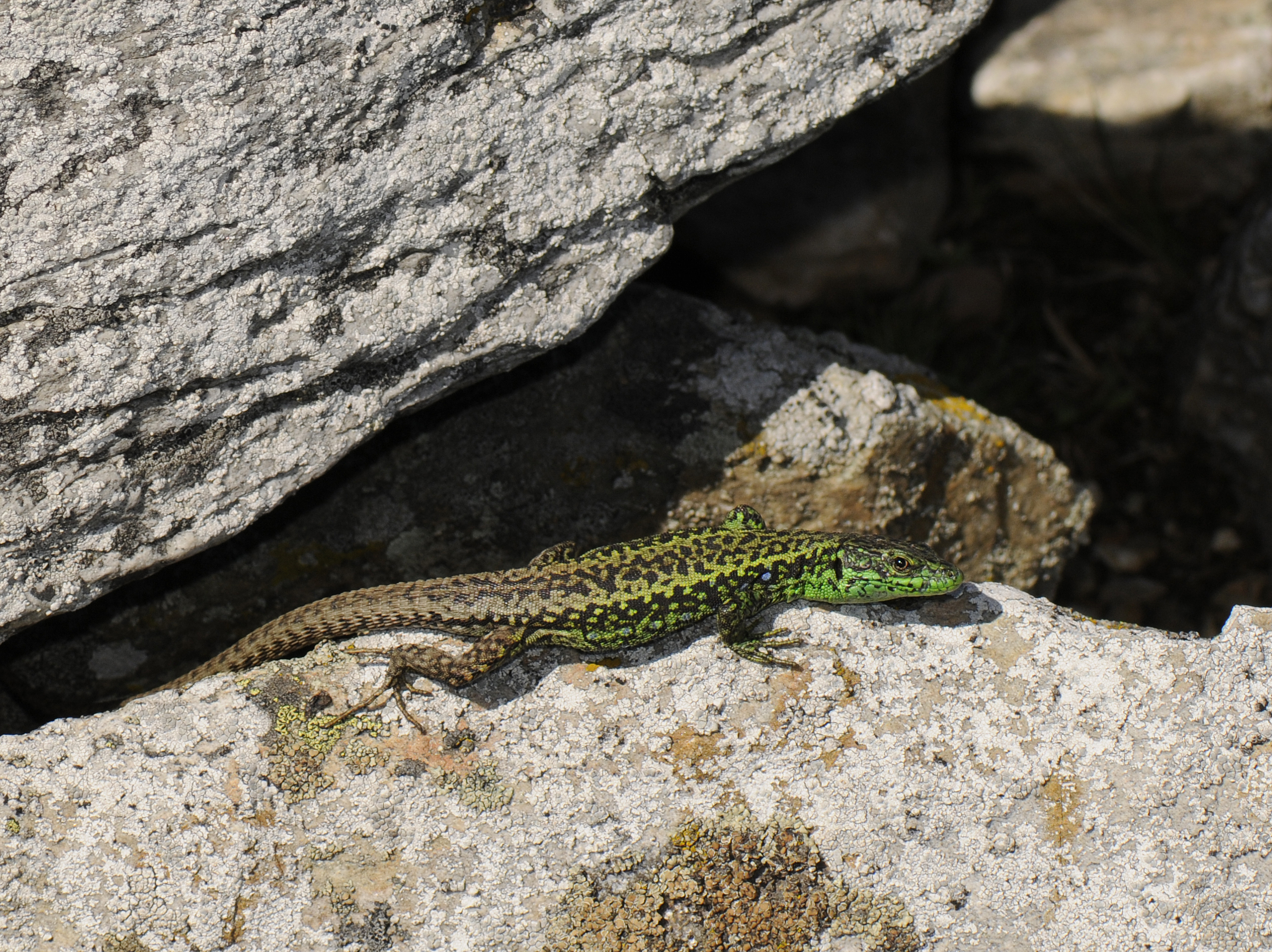
La «lagartija leonesa» (Iberolacerta galani) es una especie de lagartija de la familia Lacertidae, endémica de los Montes de León..